# Erneszt
Az Erneszt germán eredetű név, melynek mai angol formája Ernest, német változata pedig az Ernst. Jelentése: komolyság, erény. Női párja: Erneszta.

## Rokon nevek
Ernő

## Gyakorisága
Az 1990-es években szórványos név, a 2000-es években nem szerepel a 100 leggyakoribb férfinév között.

## Névnapok
- január 12.[2]
- július 12.[2]
- július 13.[2]
- november 7.[2]

## Híres Ernesztek
- Ernest Hemingway
- Ernesto Nazareth brazil zeneszerző
- Ernest Rutherford